# Bangladesz na Igrzyskach Wspólnoty Narodów 1978
Bangladesz wystartował na Igrzyskach Wspólnoty Narodów 1978 w Edmonton jako jedna z 46 reprezentacji. Była to jedenasta edycja tej imprezy sportowej (pierwsza pod nową nazwą „igrzyska Wspólnoty Narodów”) oraz pierwszy start bangladeskich zawodników. W swoim debiucie na igrzyskach, reprezentacja złożona z 7 zawodników nie zdobyła żadnego medalu.
Dla wszystkich bangladeskich zawodników uczestniczących w igrzyskach w Edmonton, był to pierwszy i zarazem ostatni występ na igrzyskach Wspólnoty Narodów (żaden z nich nie wystąpił w Auckland w 1990 i tym bardziej na kolejnych zawodach).

## Skład reprezentacji
Boks
- Syed Ahmed Mohiuddin – waga kogucia (miejsca 4-14)
- Nurul Islam – waga piórkowa (miejsca 4-13)

 Gimnastyka
- Ahmedur Bablu – 7. miejsce w zawodach drużynowych w gimnastyce artystycznej – 27,80 punktów (Bablu był jedynym członkiem drużyny bangladeskiej, w zawodach powinno startować czterech zawodników z każdej reprezentacji; z racji tego, Bablu miał ogromną stratę do wyprzedzających go „czwórek”)

 Lekkoatletyka
- Mosharaf Hossain Shamin – bieg na 100 metrów – odpadł w eliminacjach (szósty w czwartym biegu eliminacyjnym, wynik: 11,34)

 Pływanie
- Mosharaf Hossain Khan – 100 metrów stylem klasycznym (odpadł w eliminacjach z czasem 1:05,99)

 Strzelectwo
- Mohamad Nurul Hoda Iqbal – pistolet dowolny, 50 metrów (21. miejsce z wynikiem 443 punktów (na 600 możliwych))
- Tareq Chowdhary – karabin małokalibrowy leżąc, 50 metrów (25. miejsce z wynikiem 1159 punktów (na 1200 możliwych))
- Mohamad Nurul Hoda Iqbal – pistolet szybkostrzelny (17. miejsce z wynikiem 508 punktów (na 600 możliwych))